# Campania din Africa de Est (Al Doilea Război Mondial)
Campania din Africa de Est privește luptele date în Africa de Est în timpul celui de-al doilea război mondial. Bătăliile din această campanie au fost date de forțele Imperiului Britanic, Commonwealthul Britanic și alte forțe aliate pe de-o parte și cele ale Imperiului Italian.
Responsabilitatea pentru această campanie a revenit Comandamentului britanic al Orientului Mijlociu. Cea mai mare parte a forțelor aliate britanice proveneau din rândul națiunilor Commonwealthului. Forțele Commonwealthului includeau trupe din Sudan, Somalia Britanică, Africa Răsăriteană Britanică, Imperiul Indian, Africa de Sud, Rhodesia de Nord, Rhodesia de Sud, Nyasaland, și Africa Vestică Britanică (Nigeria, Gold Coast, Sierra Leone și Gambia). În rândurile forțelor britanice luptau un comandou din Palestina, forțele neregulate patriotice etiopiene, francezii liberi și belgienii liberi.
Forțele franceze includeau militari italieni, militari coloniali est-africane, (eritreeni, abisinieni, somalezi) și un mic număr de germani (Compania Mecanizată Germană). Cea mai mare parte a forțelor italiene erau africani conduși de ofițeri italieni.

## Cadru general și situația politică
Pe 9 mai 1936, dictatorul italian Benito Mussolini a proclamat "Imperiul Africii Răsăritene Italiene" (Africa Orientale Italiana, AOI). „Imperiul Africii Răsăritene Italiene” lui Mussolini a fost format din coloniile Eritreea și Somalia Italiană și proaspăt ocupat Etiopia. Italienii luptaseră din greu pentru ocuparea acestor teritorii est-africane. În timpul primului război italo-abinisian din 1895 - 1896, Italia și-a văzut ambițiile coloniale amenințate de forțele împăratului Menelik al II-lea al Etiopiei. Armata Regală Italiană (Regio Esercito) a fost învinsă de etiopieni în timpul bătăliei de la Adowa. În timpul celui de-al doilea război italo-abinisinian din 1935 - 1936, italienii au atacat din nou Etiopia și, în timpul luptelor în care au folosit din plin arme interzise precum gazele otrăvitoare, au reușit în cele din urmă să-i învingă pe etiopieni.
În timp ce Regatul Egiptului a rămas neutru în timpul celui de-al doilea război mondial, Tratatul anglo-egiptean din 1936 permitea forțelor militare ale Regatului Unit să ocupe poziții în Egipt pentru apărarea Canalului Suez. În acele timpuri, Regatul Egiptului cuprindea și Sudanul, care însă era un condominium anglo-egiptean, cunoscut ca Sudanul Anglo-Egiptean.
Pe 10 iunie 1940, când Mussolini a declarat război împotriva Regatului Unit și Franței, forțele italiene din Africa au devenit o amenințare la adresa liniilor de aprovizionare britanice care treceau prin Marea Roșie și prin Canalul Suez. În vreme ce Egiptul și Canalul Suez erau în mod evident ținte principale ale lui Mussolini, invadarea Somalia Franceză și Somalia Britanică erau de asemenea posibilități de atac posibile pentru italieni. Dar Mussolini a neglijat aceste ținte și, pentru a-și asigura un succes propagandistic, și-a făcut planuri pentru atacarea Sudanului și Africii Răsăritene Britanice (Kenya, Tanganika și Uganda).
Comandamentul Central Italian (Commando Centrale) făcea însă planuri pentru declanșarea unui război doar după 1942. În vara anului 1940, italienii nu erau pregătiți să poarte un război de durată pentru ocuparea unor teritorii întinse în Africa.
În prima parte a războiului, generalul britanic Archibald Wavell, Comandantul Suprem al Comandamentului Orientului Mijlociu, avea sub comanda lui aproximativ 86.000 de soldați britanici și ai Commonweathului, pe care îi putea folosi în conflictele posibile din Libia, Irac, Siria, Iran și Africa Răsăriteană. Forțele sale erau împrăștiate în Egipt, Palestina, Sudan, Somalia Britanică și alte câteva locații mai puțin importante. Având forțele dispuse de-a lungul frontierelor cu inamicul cu o desitate de aproximativ opt oameni pe milă, Wavell a luat hotărârea să dea lupte de întârziere cu italienii în speranța obținerii celor mai bune rezultate. Acțiunile de întârziere, acompaniate cu raiduri agresive în teritoriul italian, au fost duse cu deosebit curaj și mare pricepere. Trupele de rezervă au sosit în număr semnificativ în sprijinul celor care luptau cu italienii doar după iulie 1940.
Datorită lipsei de soldați ai forțelor regulate, Wavell a căutat să obțină sprijinul localnicilor. Fostul împărat etiopian, Haile Selassie, trăia în exil la Londra din 1936, după ce țara sa fusese invadată de italieni. În iulie, guvernul britanic l-a recunoscut pe împăratul Selassie ca singur reprezentant al etipienilor și a promis să-l sprijine pentru recucerirea tronului. Chiar mai înainte însă de iulie, aveau însă loc în teren activități comune etiopiene-britanice.
Pe 13 iunie, doar la trei zile după ce Mussolini a declarat război Regatului Unit și Franței, din Anglia decola la bordul unui hidroavion un oarecare „Mr. Strong”. Împăratul Selassie, alias Mr. Strong, s-a îndreptat spre Africa. Pe 25 iunie, Mr. Strong a ajuns în Alexandria, Egipt. Șapte zile mai târziu, împăratul a zburat spre Khartoum, Sudan, de această dată sub numele „Mr. Smith”. În Sudan, împăratul l-a întâlnit pe generalul-locotenent William Platt. Împăratul Selassie și generalul Platt au discutat mai multe planuri pentru eliberarea Etiopiei de sub jugul italian.
La sfârșitul lui octombrie 1940, datorită unei amenințări crescânde a Axei în Orientul Mijlociu, ministrul de externe britanic, Anthony Eden, a convocat o conferință la Khartoum. Au participat împăratul Selassie, generalul sud-african Jan Smuts, (care avusese cu puțin timp în urmă o întâlnire pentru discutarea situație din regiune cu premierul britanic Winston Churchill), comandantul suprem al Comandamentului Orientului Mijlociu, Archibald Wavell și mai mulți comandanți Aliați din Africa Răsăriteană, printre care generalul-locotenent Platt și generalul-locotenent Cunningham. În timpul acestei conferințe s-a căzut de acord asupra planurilor generale de atac și asupra folosirii forțelor neregulate etiopiene.
În noiembrie 1940, forțele Commonwealthului au cucerit un uriaș avantaj în domeniul spionajului. Biroul de decriptare de la Bletchley Park a spart cifrul Armatei Regale Italiene (Regio Esercito) din Africa de Est. Mai târziu, în aceiași lună, decriptorii Aliați au spart codurile Forțelor Aeriene Regale Italiene (Regia Aeronautica). Din acest moment, comandanții Aliați din Cairo erau la curent cu toate planurile italienilor aproape imediat după ce erau transmise trupelor din Africa.

## Situația militară

### Forțele terestre italiene
Ducele de Aosta era viceregele și guvernatorul general al Africii Răsăritene Italiene. El avea la dispoziție între 250.000 – 280.000 de soldați. Pe 10 iunie 1940, italienii au organizat patru comandamente de sectoare: cel nordic (Asmara, Eritreea), sudic (Jimma, Etiopia), estic (zona de lângă granița Somalia Franceză și Somalia Britanică) și Sectorul Giuba (sudul Somaliei lângă Kismayo, Somalia Italiană). La comanda acestor sectoare se aflau generalii Luigi Frusci (nord), Pietro Gazzera (sud), Guglielmo Nasi (est) și Carlo De Simone (sectorul Giuba). Ducele de Aosta își avea cartierul general la Addis Ababa, în Etiopia.
Sub comanda directă a ducelui de Aosta se afla două divizii de infanterie: Divizia a 40-a Cacciatori d'Africa (Vânătorii Africani) și cea de-a 65 Granatieri di Savoia. Italienii aveau la dispoziție și un batalion de elită de vânători de munte (alpini), unul de infanterie cu mobilitate sporită (bersaglieri), trupe paramilitare fasciste „Cămășile Negre” (Camice Nere), milițieni (Milizia Volontaria per la Sicurezza Nazionale) și alte unități mai mici.
Cea mai mare parte a trupelor italiene din Africa de Est (aproximativ 70%) era format din localnici ascari. În vreme ce ascarii din batalioanele regulate eritreene ale „Corpurilor Regale ale Trupelor Coloniale” (Regio Corpo Truppe Coloniali) se numărau printre cei mai buni soldați din regiune, majoritatea trupelor coloniale erau recrutați, antrenați și echipați doar pentru asigurarea ordinii din colonii. Localnicii somalezi recrutați din triburile de frontieră s-au dovedit infanteriști buni pentru luptele ușoare și pentru hărțuieli, dar trupele neregulate somaleze au fost mult mai puțin eficiente. Ascarii etipoieni recrutați de ocupanții italieni au dezertat în număr mare după izbucnirea luptelor.
Echipamentul trupelor terestre italiene din Africa Răsăriteană era de o mare varietate. Trupele aveau în dotare aproximativ 3.300 de mitraliere, 24 de tancuri M11/39, mai multe blindate ușoare L3/35, 126 de mașini blindate și 813 diferite piese de artilerie. Armamentul personal al italienilor era pușca „Carcano Mod. 91”. Cea mai mare problemă a italienilor era izolarea relativă a coloniilor lor africane, apovizionarea lor și aducerea de întării fiind problematică.
O altă problemă mare a italienilor era lipsa cronică de medicamente pentru tratarea bolilor endemice din Cornul Africii. Printre cele mai grave boli din regiune se număra malaria. Există estimări care afirmă că aproximativ un sfert din trupele italiene care au apărat Amba Alagi în aprilie 1941 suferea de malarie în timpul asediului. Chiar și ducele de Aosta suferea de malarie în timpul luptelor de la Amba Alagi, de altfel ducele decedând datorită complicațiilor apărute de pe urma bolii pe 3 martie 1942, la câteva luni după ce capitulase.

### Forțele terestre britanice și ale Commonwealthului
La început, forțele britanice și ale Commonwealthului din Africa Răsăriteană numărau aproximativ 30.000 de oameni, aflați sub comanda generalilor William Platt în Sudan, Alan Cunningham în Africa Estică Britanică și a colonelului Arthur Reginald Chater în Somalia Britanică. Forțele britanice și Commonwealthului erau ceva mai bine echipate decât cele italiene și aveau acces mai ușor la reaprovizionare și rezerve. Totuși, britanicii erau puternic depășiți numeric de forțele italiene din Africa Răsăriteană Italiană. Pentru ca lucrurile să fie și mai grave pentru britanici, italienii aveau disponibili peste 200.000 de oameni cantonați în Libia.
Pe 10 iunie 1940, mai înaine de sosirea a două divizii de infanterie indiană, generalul Platt avea în Sudan doar trei batalioane de infanterie, (care aveau să fie absorbite într-una dintre noile divizii sosite în ajutor) și de câteva companii de mitraliori din „Forța defensivă sudaneză”..
În Kenya, „Pușcașii Regali Africani” (KAR) erau organizați în două brigăzi – de nord și de sud. În 1938, cele două brigăzi dispuneau de 94 de ofițeri, 60 subofițeri și 2861 de soldați africani. După izbucnirea războiului, aceste unități au servit ca nucleu de instruire pentru creșterea rapidă a unităților britanice din zonă. Până în martie 1940, efectivele KAR crescuseră la 883 ofițeri, 1.374 subofițeri și 20,026 soldați.
La început, KAR erau organizați ca „Brigada I de infanterie est-africană” și ca „Brigada a II-a de infanterie est-africană”. Brigada I era responsabilă de apărarea zonei de litoral, iar cea de-a doua de apărarea interiorului. Până la sfârșitul lunii iulie au mai fost formate două brigăzi est-africane – Brigada a III-a și Brigada a VI-a de infanterie. Dacă la începutul războiului fuseseră făcute planuri pentru formarea unei Divizii de coastă și o Divizie a frontierei nordice, până în cele din urmă au fost organizate Divizia a 11-a africană, respectiv Divizia a 12-a africană.
Pe 1 iunie, în Kenya a sosit prima divizie sud-africană. Până la sfârșitul lunii iulie, a sosti o întreagă brigadă. Pe 13 august, a fost formată în Kenya Divizia I sud-africană. Până la sfârșitul anului, peste 27.000 de sud-africani erau cantonați în Africa de Est.
Până în iulie, conform planului de mobilizare, Forța regală a frontierei Africii de vest asigura în sistemul rotației efectivelor două brigăzi în Kenya. Una dintre brigăzi era originară din Coasta de Aur (Ghana), iar cea de-a doua din Nigeria. Brigada nigeriană, împreună cu cele două brigăzi est-africane și unele unități sud-africane au format Divizia a 11-a africană. Soldații din Ghana au format Divizia a 12-a africană.
În Somalia Britanică, Chater comanda corpul de soldați călare pe cămile. La izbucnirea ostilităților, corpul avea efective de 1.475 luptători. În cadrul acestui corp erau încadrat și un batalion din Rhodesia de Nord.

### Forțele patriotice neregulate etiopiene
Un aspect important al campaniei aliate de eliberare a Etiopiei a fost participarea forțelor neregulate etiopiene, numite de britanici arbegnoch. Wavell se aștepta ca aceste forțe să provoace pierderi importante unităților italine din colonie, deși Platt nu credea că împăratul Hailie Selassie se bucura de sprijinul întregii populații și din acest motiv era rezervat în ceea ce privește acordarea unui important sprijin material forțelor patriotice locale. Începând cu august 1940, Mission 101 de sub comanda colonelului Daniel Sandford a început să trimită mici grupuri de ofițeri și subofiței („Operațiunea Centres”) care să ajute la aprovizionarea cu arme, antrenarea patrioților etiopieni și la coordonarea atacurilor împotriva italienilor. Sandford, după ce se remarcase în luptele primului război mondial, și-a petrecut restul carierei în Etiopia și Sudan și a devenit unul dintre apropiații și sfătuitorii împăratului Hailie Selassie.
Hailie Selassie, sfătuit de Sandford, s-a deplasat la Khartoum în iulie 1940, unde s-a întâlnit cu Platt. În timpul conferinței din octombrie de la Khartoum, Anthony Eden a fost de acord să crească nivelul sprijinului britanic pentru patrioții etiopienii. Pentru a asigura ajutorarea forțelor patriotice etiopiene, britanicii l-au numit în noiembrie pe maiorul Orde Wingate (care petrecuse cinci ani din perioada interbelică pregătind „Forța de apărare sudaneză” după care devenise faimos în Burma pregătindu-i pe chindiți) ca ofițer de legătură Platt, Mission 101 și împărat. Hailie Selassie a fost impresionat de entuziasmul și hotărârea noului ofițer de legătură.
Cu toate acestea, părea proastă pe care o avea Platt despre Hailie Selassie, Sandford și Wingate au făcut ca atenția acordată patrioților etiopieni să fie scăzută, iar fricțiunile dintre diferiții ofițeri superiori implicați în luptă să fie numeroase.
Wingate a formulat un plan de acțiune în Etiopia pe care l-a prezentat lui Wavell și statului său major în decembrie 1940. Planul presupunea atacul „vârfurilor de lance” în Gojjam – mici unități regulate de sub comanda lui Wingate. După părerea generalului, pentru a asigura o revoltă generală a populației locale, era necesară trimiterea unor trupe de elită, nu doar a unor cărăuși de arme și materiale. El considera că o sută de militari bine înarmați și excelent antrenați poate paraliza o forță inamică de o mie de ori mai numeroasă.
Această mică forță de elită a fost botezată Forța Gideon, dupe numele legendarului judecător biblic Gideon. Această forță a fost formată din batalioanele de frontieră din Forța de apărare sudaneză și din Batalionul al 2-lea etiopian. Forța Gideon era dotată cu mortiere de 3 inch, (nu dispunea de piese de artilerie) și 15.000 de cămile pentru transport. Windgate a preluat oficial comanda Forței Gideon pe 6 februarie 1941, dar fost alături de militarii săi încă din ianuarie în provincia Gojjam.
Forța Gideon putea să se deplaseze fără prea multe probleme prin zonele rurale. De-a lungul scurtei sale istorii, Imperiul Africii Răsăritene Italiene a fost doar din punct de vedere oficial sub controlul italienilor. Aproximativ o treime din teritoriul țării a rămas nemijlocit sub controlul noblilor etiopieni.
Italienii nu au făcut nimic pentru a câștiga simpatia etiopienilor. Pe 22 mai 1936, generalul Rodolfo Graziani a fost numit vicerege al Etiopiei. Italienii au ales pe cel mai nepotrivit personaj pentru pacificarea țării. Pe 6 iunie, Mussolini i-a telgrafiat lui Graziani cerându-i ca toți „rebelii” capturați să fie executați. Dictatorul italian i-a dat subordonatului său, care avea deja o reputație cumplită pentru modul în care „pacificase” Libia, toate puterile de care avea acesta nevoie. În scurtă vreme, Graziani a căpătat porecla „măcelarul Etiopiei” datorită represiunilor foarte dure pe care le-a ordonat. Amedeo, ducele de Aosta, i-a succedat lui Graziani în funcția de vicerege în 1937. Ducele nu a reușit să repare răul pe care brutalitatea lui Graziani îl făcuse deja.
Pe de altă parte, trebuie recunoscut faptul că nici etiopienii nu se purtau cu mănuși cu inamicii lor. Milițiile etiopiene deveniseră cunoscute pentru faptul că nu luau prizonieri.
Pentru a spori moralul trupelor și pentru a asigura succesul operațiunilor din nord-vestul Etiopiei, împăratul Haile Selassie I s-a alăturat patrioților etiopieni, traversând granița țării sale cu Sudanul. În proviciile Gojjam, Shoa, Gimma, Galla-Sidama și Harage erau deja mobilizate importante forțe patriotice etiopiene.

### Forțele aeriene italiene
În 1940, Forțele Aeriene Regale Italiene – Regia Aeronautica Italia din Africa de Est avea între 200 – 300 de avioane gata de luptă (Vedeți și: Comandamentul Africii Răsăritene Italiene Arhivat în 7 octombrie 2009, la Wayback Machine.). Unele dintre aceste avioane erau depășite din punct de vedere tehnic, totuși, ele se numărau printre cele mai bune aparate de luptă care erau dislocate în Africa de Est în acel moment. Italienii dispuneau de bombardiere Savoia-Marchetti SM.79 și Savoia-Marchetti SM.81 și de avioane de vânătoare Fiat CR-42. În plus, aeroporturile de pe care operau avioanele italiene erau mai bune decât cele folosite de britanici. La începerea ostilităților, piloții italieni erau relativ mai bine instruiți și erau mai încrezători în capacitățile lor de luptă. În schimb, forțele aeriene italiene din Africa de Est erau rupți de bazele de aprovizionare din țară și duceau lipsă de combustibil, muniție, piese de schimb și piloți de rezervă, acești factori ducând în final la scăderea capacității lor de luptă.

### Forțele aeriene britanice și ale Commonwealthului
Forțele britanice dispuneau de aproximativ o sută de avioane la începutul războiului, care erau distribuite după cum urmează. În nord erau plasate două escadrile de bombardiere RAF la Port Sudan – Sudan, (una dintre escadrile era dotată cu avioane depășite din punct de vedere tehnic), și o escadrilă o escadrilă de cooperare cu armata. În sud se afla escadrila de bombardiere nr. 12 din cadrul Forțelor Aeriene Sud-Africane (SAAF), escadrila nr. 11 de bombardiere SAAF, (echipată cu avioane Fairey Battle), escadrila a 40-a SAAF de cooperare cu armata, (echipate cu avioane Hawker Hart), escadrila nr. 2 de avioane de vânătoare SAAF (ecipate cu avioane Hawker Fury) și escadrila de cooperare cu armata nr. 237 (a Forțelor Aeriene Regale Sud-Africane), (echipate cu avioane Hawker Hardy).
Spre deosebire de forțele aeriene italiene, cele ale britanicilor și Commonwealthului au putut fi împospătate și reaprovizionate. Dar, la începutul conflictului, avioanele aliaților erau demodate și cu o viteză redusă de croazieră. Cu toate acestea, britanicii au reușit să se descurce foarte bine doar cu ce aveau în dotare. Sud-africanii au transformat până și un vechi biplan Valecia pentru a fi folosit ca bombardier.

### Flotila italiană a Mării Roșii
Marina Regală Italiană (Regia Marina) își făcea simțită prezența prin intermediul Flotilei Mării Roșii. Cele mai multe vase ale acestei flotile erau staționate în portul Massawa din colonia italiană Eritreea. Mai existau unele facilități portuare și la Mogadishu în Somalia Italiană și la Assab în Eritreea. Flotila Mării Roșii dispunea printre altele șapte distrugătoare, organizate în două escadre, cinci vase torpiloare, organizate în două escadre și opt submarine,organizate în două escadre.
Escadrele italiene navale erau considerate o amenințare de către britanici la adresa convoaielor care se deplasau din Golful Aden spre Marea Roșie. Dar, cum rezervele italiene de combustibil erau în continuă scădere, și amenințarea italienilor la adresa convoaielor aliate a scăzut.
Flotila Mării Roșii și portul său principal Massawa reprezenta o legătură importantă dintre Europa ocupată de Germania Nazistă și facilitățile portuare germane din concesiunea Tientsin – China. Aceste facilități din China erau administrate de Italia Fascistă.

### Flota britanică răsăriteană
„Flota britanică răsăriteană” era cea care trebuia să facă „Flotilei italiene a Mării Roșii”. Până la declanșarea celui de-al doilea război mondial, Oceanul Indian fusese considerat un „lac britanic”. Oceanul Indian era mărginit de posesiuni importante britanice sau ale Commonwealthului. O bună parte a proviziilor necesare Regatului Unit atât pe timp de pace, cât și pe timp de război, traversau Oceanul Indian pentru a ajunge în metropolă. Printre aceste resurse, cele mai importante erau petrolul iranian, cauciucil malaezian sau produsele alimentare neo-zeelandeze. Pe timp de război, britanicii se bazau pe loialitate și forța de muncă din Australia și Noua Zeelandă. Traversarea sigură a oceanelor de către convoaiele cu provizii și forță de muncă era vitală pentru victoria britanică în timp de război.
În ciuda nevoii stringente pentru apărarea tutelor din Oceanul Indian, Royal Navy avea tendința să plaseze în porturile din China și din Orientul Îndepărtat cele mai vechi și mai încete nave. Chiar și în momentele cele mai dificile, Flota răsăriteană britanică era formată din nave de mare capacitate, dar care aveau viteză prea mică sau blindaje insuficient de puternice pentru a fi folosite pe teatrele de luptă mai dinamice din Oceanul Atlantic și Marea Mediterană.

## Primele operațiuni
Începând cu iunie 1940, italienii au testat dârzenia forțelor britanice și ale Commonwealthului de-a lungul frontierelor Sudanului și Kenyei și rutele de transport naval din Marea Roșie.
În dimineața zilei de 13 iunie, trei bombardiere italiene de tip Caproni au atacat baza aeriană rhodesiană de la Wajir – Kenya. Avioanele rhodesiene erau aliniate pe pistă cu motoarele pornite, pregătindu-se pentru decolarea într-o misiune de patrulare. Italienii au bombardat fortul, pista de aterizare și construcțiile din regiune. Pușcașii regali africani (KAR), care erau încartiruiți în fort, au pierdut patru soldați morți și unsprezece răniți. Două avioane rhodesiene au fost avariate și o mare cantitate de benzină de avion a fost incendiată. După acest atac, baza aeriană de la Wajir a fost atacată în mod regulat de italieni, la fiecare două-trei zile, iar piloții rhodesieni au aflat cu amărăciune că avioanele Hawker Hardy pe care le aveau în dotare erau depășite din punct de vedere tehnic – aveau viteza scăzută și o putere de foc insuficientă.
În dimineața zilei de 17 iunie, rhodesienii au executat un raid încununat de succes, când KAR au atacat avanposturle italiene de la El Wak din Somalia Italiană, aproximativ 120 km nord-est de Wajir. Rhodesienii au bombardat și au distrus adăposturile italienilor și au continuat să hărțuiască trupele aliate. Dar, cum cele mai importante lupte erau date în regiunea în care italienii înaintau spre Moyale din Kenya, rhodesienii s-au deplasat spre acel oraș. Împreună cu Forțele aerieni sud-africane, rhodesienii au primit sarciana de a asigura patrulele de recunoaștere și bombardarea regiunii atacate de italieni.
La începutul lunii iulie, forțele italiene din Eritreea au traversat granița cu Sudanul și au alungat mica garnizoană britanică care apăra nodul de cale ferată de la Kassala. De asemenea, italienii au cucerit micul fort britanic de la Gallabat, la aproximativ 320 km sud de Kassala. De asemenea, italienii au cucerit unele sate de pe Nilul Albastru (Ghezzan, Kurmuk și Dumbode). După ce au cucerit Kassala și Gallabat, italienii au hotărât să nu mai înainteze în interiorul Sudanului din cauza lipsei de combustibil. În schimb, italienii au început să fortifice pozițiile de la Kassala cu șanțuri și mine antitanc, poziții de mitraliere și alte fortificații. În final, italienii au plasat la Kassala o garnizoană de mărimea unei brigăzi.
În Kenya, după lupte grele, italienii au ocupat fortul Harrington din Moyale. La sfârșitul lunii iulie, forțele italiene au ajuns la Debel și Buna. Aceste sate mici, aflate la apoximativ o sută de kilometri depărtare de granița etiopiano-kenyană, au fost cele mai depărtate puncte în interiorul Kenyei pe care le au atins armatele italiene.
În primele zile de august, forțele italiene formate din eritreeni au atacat Port Sudan, ca preludiu la campania italiană pentru cucerirea Somaliei Britanice.

#### Somalia Franceză
Inițial, italienii au adunat o forță de atac pentru cucerirea orașului Djibouti, principala bază franceză din Somalia Franceză (Djibouti din zilele noastre). Comandantul francez, generalul de brigadă Paul Legentilhomme, avea în subordinea sa aproximativ 7.000 de oameni, șapte batalioane de senegalezi și somalezi. Legentilhomme avea în subordinea sa trei baterii de tunuri de câmp, patru baterii de tunuri antiaeriene, o companie de tancuri ușoare, patru comapanii de jandarmi și voluntari, două plutoane de soldați călare pe cămile și mai multe avioane de tipuri diferite. Dar, după capitularea Franței din iunie 1940, neutralitatea guvernului de la Vichy a permis italienilor să redirecționeze atacul lor spre colonia mai slab apărată – Somalia Britanică.
Pe 18 iunie 1940, Legentilhomme a părăsit serviciul în slujba Regimului de la Vichy și s-a alăturat forțelor francezilor liberi. Somalia Franceză, colonia părăsită de generalul Legentilhomme, a mai rămas sub controlul guvernului de la Vichy până pe 28 decembrie 1942.

#### Invazia italiană din Somalia Britanică

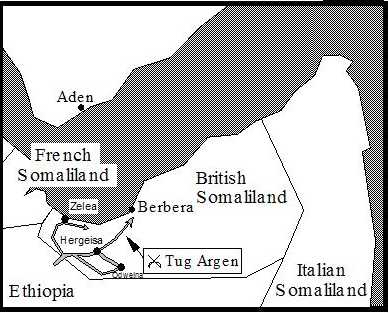
Invazia italiană din Somalia Britanică din august 1940

Pe 3 august 1940, aproximativ 25.000 de soldați italiani au invadat Somalia Britanică. Italienii au fost comandați de generalul Guglielmo Nasi.
Forțele italiene care au atacat Somalia Britanică în august includeau cinci brigăzi de soldați recrutați din colonii, trei balioane de milițieni naționaliști („Cămășile Negre”) și trei grupuri de trupe coloniale neregulate („banda”). Italienii erau dotați cu un mic număr de vehicule blindate (tancuri ușoare și medii), piese de artilerie și un număr mai mare de avioane decât cel al britanicilor.
Forțele britanice erau compuse dintr-un contigent de aproape patru sute de soldați somalezi călare pe cămile, elemente ale batalionului al 2-lea al KAR (pușcașii regali africani), un batalion nord-rhodesian, unul din Punjab, și unul de vânători de munte scoțieni.
Italienii au înaintat pe trei coloane. Coloana vestică a înaintat spre Zeila, cea centrală spre Hargeisa iar cea vestică spre Odweina. Generalul locotent Carlo De Simone a comandat coloana centrală, cea mai puternică. Colonelul Arthur Reginald Chater și-a folosit trupele pe cămile pentru luptele de hărțuire și de cercetare a coloanelor italiene, în vreme ce restul forțelor britanice și Commonwealthului se retrăgeu spre Tug Argan.

#### Bătălia de la Tug Argan
Pe 5 august, la două zile după declanșarea invaziei, italienii au cucerit orașele Zeila și Hargeisa. Ocuparea orașului Zeila a separat efectiv coloniile Somalia Britanică de cea Franceză. Orașul Odweina a fost cucerit în ziua următoare, iar coloanele combinate centrală și vestică au lansat un atac împotriva poziției întărită britanice de la Tug Argan.
Pe 7 august, forțele britanice și ale Commonwealthului din Somalia Britanică au primit întăriri odată cu sosirea unui batalion din Punjab. Pe 11 august, noul comandant, generalul maior Reade Godwin-Austen, a ajuns să-și preia postul de comandă de la Tug Argan.
Pe 15 august, Godwin-Austen a ajuns la concluzia că rezistența în fața atacului italian pe pozițiile la Tug Argan ar fi sortită eșecului. El a luat legătura cu șefii militari de la Comandamentul Orientului Mijociu de la Cairo, Egipt. Godwin-Austen a cerut și a primit permisiunea să-și retragă forțele din Somalia Britanică. Retragerea a fost acoperită de batalionul de scoțieni, ceea ce a permis grosului trupelor britanice să se reducă la Berbera pentru reducerea pierderilor. Pe 17 august, cea mai mare parte a contingentului britanic a fost evacuată de la Berbera la Aden. Soldații somalezi călare pe cămile nu au fost evacuați, ci lăsați la vatră.

#### Urmările invaziei italiene din Somalia Britanică
Pe 19 august 1940, italienii au preluat controlul orașului Berbera și s-au îndreptat spre sud spre litoral pentru definitivarea cuceririi Somaliei Britanice. Fosta colonie britanică a fost anexată Africii Răsăritene Italiene.
Pierderile britanice și ale Commonwealthului au fost relativ reduse: 38 morți, 71 răniți și 49 dispăruți.
Italienii au suferit piederi mult mai mari decât britanicii: 465 morți, 1.530 răniți și 34 dispăruți (cei mai mulți din trupele coloniale).
Premierul britanic, Sir Winston Churchill, i-a criticat pe generalul Archibald Wavell și Comandamentul Orientului Mijlociu, făcându-i responsabili pentru pierderea Somaliei Britanice. Din cauza pierderilor reduse, Churchill bănuia că britanicii au abandonat colonia fără să lupte cu convingere.
În răspuns la aceste critici, Wavell a afirmat că retragerea din Somaliland s-a făcut după toate regulile artei militare, în fața unei forțe inamice superioare. Generalul a replicat la criticile premierului că pierderile inutile de vieți omenești nu sunt semnul unui tactician militar bun. După cum amintesc persoanele din anturajul lui Churchill, replica lui Wavell l-a înfuriat pe premier într-un mod nemaivăzut până în acel moment.
Cucerirea Somaliei Britanice a fost singura campanie militară din timpul celui de-al doilea război mondial pe care Italia Fascistă a câștigat-o fără ajutorul trupelor aliate ale Axei.
Caracteristicile acestei campanii au fost:
- Invazia din Somalia Britanică a demonstrat că italienii sunt capabili să-și coordoneze mișcările coloanelor militare la mare depărtare în deșert.
- Britanicii au fost foarte disciplinați în timpul retragerii și au fost capabili să-și salveze cea mai mare parte a trupelor.
- Cucerirea Somaliei Britanice a fost prima victorie a italienilor din timpul celui de-al doilea război mondial.
- Somalia Britanică a fost prima colonie britanică care a fost cucerită de inamici în timpul celui de-al doilea război mondial.
- După primele luni de război, Mussolini a declarat emfatic că Italia a cucerit un teritoriu în Cornul Africii echivalent ca suprafață cu cel al Angliei.

#### Luptele navale
Flotila Mării Roșii a declanșat mai multe acțiuni timpurii prin care au încercat să-și facă simțită prezența. Dar acțiunile flotei italiene au dus la pierderi importante umane și materiale. Până la mijlocul lunii iunie, patru dintre cele opt submarine italiene cu baza la Massawa au fost pierdute. Pe 15 iunie, submarinul „Macalle” a eșuat și nu a mai putut fi relansat la apă. Pe 16 iunie, submarinul „Galileo Galilei” a scufundat petrolierul norvegian „James Stove” la aproximativ 12 mile marine de Aden. Șase zile mai târziu, același submarin a capturat vasul comercial iugoslav „Dravo”, pe care însă la eliberat mai apoi. Pe 19 iunie, „Galileo Galilei” era într-o misiune de patrulare în regiunea portului Aden și a încercat să interceteze tawlerul înarmat „Moonstone”. În timpul duelurilor de artilerie, comandantul submarinului italian a fost ucis, iar submarinul a fost capturat de trawler. Pe 23 iunie, în Golful Aden, submarinul italian „Evangelista Torricelli” a fost scufundat de distrugătoarele britanice „Kandahar” și „Kingston”. În timpul luptelor, distrugătorul britanic „Khartoum” a suferit o explozie internă și s-a scufundat în apele puțin adânci din apropierea Insulei Perim. Mai târziu, pe 23 iunie, submarinul italian „Luigi Galvani” a scufundat goeleta indiană de patrulare „Pathan” în Oceanul Indian. Pe 24 iunie însă, submarinul italian „Luigi Galvani” a fost scufundat de goeleta „Falmouth” în Golful Oman.
Între momentele dintre cucerirea Somaliei Britanice și contraofensiva Aliată, italienii au acordat o mare atenție activităților navale din Marea Roșie. Criza de combustibil și de piese de schimb au dus la scăderea capacității de luptă a flotilei italiene.
Pe 13 august, submarinul italian „Galileo Ferraris” a încercat să intercepteze în Marea Roșie cuirasatul britianic „Royal Sovereign”. Numai că cuirasatul britanic a reușit să scape de atacul italian și a ajuns în siguranță în portul Aden.
Pe 6 septembrie, submarinul italian „Guglielmotti”, aflat în patrulare în dreptul Insulelor Farasan, a torpilat petrolierul „Atlas”. Între 20 și 21 octombrie, submarinele italiene „Guglielmotti” și „Galileo Ferraris” au încercat să intercepteze convoiul britanic BN7, navigând prin Marea Roșie spre Port Sudan după ce traversase Oceanul Indian. Acest convoi era compus din 31 de vase de transport, escorcate de crucișătorul neo-zeelandez „Leander”, distrugătorul britanic „Kimberley” și cinci goelete. Convoiul avea asigurat și sprijinul aerian asigurat de 50 de avioane de vânătoare și bombardiere din baza de la Aden. Cele două submarine italiene nu au reușit să intercepteze convoiul. Pe 21 noiembrie, convoiul britanic din Marea Roșie a fost atacat de distrugătoarele italiene „Pantera”, „Leone” și „Francesco Nullo”. Crucișătorul neo-zeelandez „Leander” și distrugătorul britanic „Kimberley” au împins distrugătorul italian „Francesco Nullo” spre țărm unde a eșuat. Distrugătorul italian a fost distrus a doua zi de atacul bombardierelor ușoare RAF.

#### Primele atacuri britanice
Militarii Diviziei a 5-a indiene au început să sosească în Sudan la începutul lunii septembrie 1940. La scurtă vreme după aceea, indienii au declanșat un atac surpriză pentru recucerirea Gallabatului. Atacul a fost dat de o brigadă condusă de William "Bill" Slim. Infateriștii indieni au fost sprijiniți de un grup de 12 tancuri ușoare și medii, un regiment de artilerie și de asemenea s-a bucurat de sprijinul aerian asiguratg de RAF. Operațiuna a debutat cu cucerirea Gallabatului pe 6 noiembrie. A urmat asaltul asupra localității Metemma. Italienii nu erau însă dispuși să cedeze în Sudan, iar comandantul și guvernatorul interimar al Eritreei, generalul locotenent Luigi Frusci a organizat contraatacul forțelor de sub comanda lui. Pozițiile defensive italiene au fost apărate și cu ajutorul Aviației Ragale Italiene (Regia Aeronautica). Piloții italieni care ay decolat de pe aeroportul din Gondar au reușit să doboare șapte aparate britanice Gloster Gladiator, pierzând la rândul lor cinci avioane Fiat CR-42. În continuare, aviatorii italieni au bombardat metodic în următoarele 48 de ore pozițiile batalioanelor 1 și 3 a pușcașilor indieni. Atacurile italienilor i-a forțat pe britanici și indieni să se retragă de pe pozițiile pe care le cuceriseră de curând. Deși indienii au reucupat după trei zile poziții la vest de Gallabat, ei nu au mai continuat atacul spre Metemma.
În următoarele două luni, brigăzile a 10 indiană, și după ce aceasta a fost retrasă, brigada a 9-a indiană, a simulat activități specifice a unei întregi divizii. Astfel, au fost construite linii de telecomunicații la est de Gedaref, au fost create aeroporturi, depozite false, activități care ar fi treguit să înșele spionajul italian, făcându-l pe inamic să creadă că Platt urma să atace mai degrabă pe direcția Gondar decât pe direcția Kassala.
Pe 16 octombrie a fost formată în Sudan o forță mobilă de recunoaștere și atac, Gazelle Force. Gazelle Force era comandată de colonelul Frank Messervy.
În noiembrie și decembrie, forțele generalului locotenent William Platt au apolicat o presiune constantă asupra pozițiilor italiene de-a lungul graniței sudaneze prin patrulări și atacuri aeriene și terestre. În această perioadă, britanicii au început să fie aprovizionați cu noi avioane de luptă, care le-au înlocuit pe cele vechi și depășite tehnic. Astfel, au fost aduse aparate de zbor Hawker Hurricane și Gloster Gladiator. Avioanele Hurricane erau superioare celor italiene Fiat CR-42 din toate punctele de vedere.
Pe 6 decembrie, un important transport mecanizat italian a fost bombardat de aviația britanică la nord de Kassala. De asemenea, au fost mitraliate de la mică înălțime pozițiile „cămășilor negre” (milițiile naționaliste italiene) de la Keru, la 80 km est de Kassala.

#### Trecerea italienilor în defensivă
După cucerirea Somaliei Britanice, italienii au adoptat o atitudine defensivă. De-a lungul anului 1940, înfrângerile suferite de italieni pe teatrele de luptă din Mediterana, din deșertul nord-african, sau în timpul Bătăliei Angliei și la granița albanezo-greacă, l-au făcut pe noul șef al Marelui Stat Major italian, generalul Ugo Cavallero, să adopte o atitudine difetită în Africa Răsăriteană. În decembrie 1940, el a considerat că este mai potrivit pentru forțele italiene din Africa de Est să abandoneze acțiunile ofensive împotriva Sudanului și Canalului Suez. În schimb, Cavallero considera că italienii trebuie să se orienteze mai degrabă spre apărarea imperiului colonial pe care îl cuceriseră.
În același timp, Amedeo, duce de Aosta, ceruse permisiunea să se retagă de la graniță sudaneză. Cavallero i-a răspuns ducelui de Aosta că Înaltul Comandament Italian (Commando Supremo) de la Roma a permis forțelor italiene din Africa de Est să se retragă pe poziții defensive mai ușor de apărat.
Au fost trimise ordine generalului locotenent Luigi Frusci ca să-și retragă forțele de la Kassala și Metemma și din câmpiile de-a lungul graniței sudanezo-eritreene. Frusci avea ordine să se retragă spre pasurile muntoase pe drumurile de la Kassala la Agordat și de la Metemma la Gondar. Generalul Frusci a refuzat să se retragă, argumentând că o asemenea acțiune ar dăuna prestigiului italienilor. Mai mult, Kassala era un important nod de cale ferată. Dacă ar fi păstrat controlul asupra acestui nod de cale ferată, italienii îi împiedicau pe englezi să o flosească pentru transportarea de provizii din Port Sudan de la Mara Roșie spre baza militară de la Gedaref.
Informațiile despre retragerea italienilor au fost rapid decriptate de serviciile de contraspionaj britanice și, având cunoștință de planurile italienilor, generalul locotenent Platt a fost capabil să organizeze ofensiva din Eritreea pe 18 ianuarie 1941, cu trei săptămâni mai repede decât fusese preconizat.

## Contraofensiva Aliată
După pierderea controlului asupra Somaliei Britanice, generalul Archibald Wavell a început să facă un plan pentru contraofensiva forțelor brianice și ale Commonwealthului. Atacul trebuia dat pe „frontul de nord” de căre oamenii generalui locotenent William Platt și pe „frontul de sud” de către forțele generalului Alan Cunningham. Wavell a făcut planuri și pentru formarea unei forțe amfibii, care să atace de pe mare.
Planul lui Wavell ca Platt să avanseze spre sud din Sudan, prin Eritreea, în Etiopia, iar Cunningham să avanseze spre nord din Kenya, prin Somalia Italiană, în Etiopia. În timp ce Platt ar fi înaintat dinspre nord și Cunningham din sud, Wavell plănuia ca o a treia forță să debarce în Somalia Britanică și să reia controlul asupra coloniei mai înainte de a ataca în Etiopia. În conformitate cu acest plan, aceste trei forțe urmau să se întâlnească în apropierea capitalei Africii Răsăritene Italiene, Addis Ababa.
Cucerirea Africii Răsăritene Italiene ar fi îndepărtat orice amenințare terestră italiană împotriva liniilor de aprovizionare și a transportului de trupe de rezervă aliate dinspre Australia, India, Africa de Sud și Africa Răsăriteană Britanică, care traversau Canalul Suez pentru a participa la campania din Africa de nord. De asemenea, un asemenea atac, ar fi deschis ruta terestră de aprovizionare de la Cape Town la Cairo.

### Reîntoarcerea în Etiopia a împăratului Selassie
Pe 18 ianuarie 1941, împăratul Selassie a traversat frontiera etiopiană în apropiere de satul Um Iddla. Două zile mai târziu el s-a alăturat Forței Gideon care acționa deja în Etiopia. Pavilionul oficial al împăratului flutura din nou pe pământ etiopian.
Împăratul a traversat frontiera la aproximativ 600 km nordp-vest de Addis Ababa, capitala din care Selassie fusese forțat să fugă atunci când generalul Pietro Badoglio 5 mai 1936 în timpul celui de-al doilea război italo-abisinian.
Împăratul Selassie și luptătorii Forței Gideon conduși de Orde Wingate au dus în următoarele trei luni o capanie în provincia Gojjam, unde aveau de înfruntat o forță de aproximativ 25.000 de inamici. Împăratului Selassie și Forței Gideon li s-au alăturat patrioților etiopieni din zonele prin care trecea împaratul, numeroși lideri tribali și askari aflați în slujba italienilor dezertând. Utilizând atacurile surpriză și de comando, această forță relativ mică a dezorganizat liniile de aprovizionare ale italienilor și au obținut un mare volum de informații folositoare forțelor regulate britanice și ale Commonwealthului.
În martie, a avut loc o confrutare furioasă între colonelul Daniel Sandford și Wingate. Sandford a transmis un raport la cartierul general de la Khartoum din care reieșea că resursele folosite de Wingate pentru succesele limitate ale forțelor sale convenționale, paralizau activitățile patriotice prin redirecționarea armelor, munițiilor și a altor provizii exclusiv spre forțele regulate, în loc să ofere o parte echitabilă luptătorilor împăratului Salassie. Aprovizionarea corespunzătoare a patrioților etiopieni ar fi avut drept consecință imediată mult mai mare asupra situației nu doar din regiunea Gojjam dar și în restul teritoriului țării. Wingate s-a simțit dator să răspundă acuzațiior în fața lui Platt și numai intervenția în forță a ultimului a pus capăt conflictului. Nemulțumirile în rândul etiopinilor au dus la rebeliunea unui batalion de localnici din formația lui Wingate. Wingate a fost neboit să ia măsuri pentru aplanarea conflictului și îndepărtarea comandantului batalionului.
Pe 6 martie, forțele neregulate etiopiene au înregistrat primul succes, odată cu cucerirea orașului Bure. Orașul bombardat de RAF și asediat de forțele neregulate sudaneze și etiopine, a fost părăsit noaptea de garnizoana italiană. Italienii au mai rezistat în regiune aproape o săptămână, dar problemele de aprovizionare i-au silit să continue retragerea.
În aproximativ trei luni, Forța Gideon și forțele neregulate etiopiene, a căror efective creșteau neîntrerupt, au ajuns în situația de a ataca capitala regiunii Gojjam, Debre Marqos. Datorită situației critice în care se afla forțele italiene, ducele de Aosta a ordonat retragerea din regiunea orașului Debre Marqos și, pe 4 aprilie, 12.000 de oamanei, (din care aproximativ 4.000) de femei au început deplasarea în căruțe pe o distanță de peste 300 km, spre Safartak și Dessie. Pe 6 aprilie, împăratul Hailie Salassie a intrat în orașul Debre Marqos, fiind salutat de Wingate și liderul etiopian local, Ras Hailu.
După cucerirea orașelor Debre Markos și Addis Derra, un lider militar etiopian, Ras Abebe Aregai, își consolida pozițiile în jurul capitalei Addis Ababa. În fața avansării rapide a britanicilor și a patrioților etiopieni, italienii s-au văzut nevoiți să se retragă spre fortificațiile din regiunile muntoase – Gondar, Amba Alagi, Dessie, și Gimma.
Din Debra Marqos, Wingate a trecut la urmărirea italienilor în retragere și a declanșat o serie de acțiuni de hărțuire. La începutul lunii mai, cea mai mare parte a Forței Gideon încetase acțiunile ofensive, ocupându-se de escortarea împăratului în drumul său spre capitala Addis Ababa. După intrarea triumfală a împăratului Salassie în capitală, Wingate și forța sa s-au reîntors la acținile de luptă împotriva coloanelor de italieni în retragere. Până pe 18 mai, italienii de fortificaseră în pozițiile de la Agibor.
În acel moment, ambele tabere erau extenuate și erau în criză de hrană, muniție, apă potabilă și medicamente. Wingate a trimis un mesaj înselător comandantului italian Maraventano, în care afirma că britanicii trebuie să se alăture unei forțe superioare și trebuia să lase tabăra italiană expusă atacurilor patrioților etiopieni. Maraventano a negociat capitularea și, pe 23 mai, s-au predat 1.100 de italieni, 5.000 de soldați coloniali, 2.000 de femei și copii, 1.000 de catârgii și cărăuși. În momentul în care Wingate accepta capitularea italienilor, în rândul forțelor sale luptau doar 36 de soldați ai trupelor regulate britanice, restul fiind patrioți etiopieni.
Pe 18 mai, o subunitate a Forței Gideon condusă de Wilfred Thesiger a blocat retragerea unei coloane de aproximativ 2.500 de italieni. Pe 24 mai, italienii, crezând că au de aface cu trupe superioare din punct de vedere numeric, au acceptat să se predea.

### Campania din Eritreea
Pe 12 ianuarie, ducele de Aosta a trimis divizia de grenadieri „Savoia” să apere Kerenul. Alături de grenadieri mai erau prezenți și trei brigăzi coloniale. Divizia de grenadieri avea în rândurile sale un batalion de infanterie mobilă (bersaglieri) și uul de vânători de munte (alpini).

Înaintarea aliaţilor în Eritreea în 1941.

Atacul organizat de generalul locotenent Platt din Sudan pentru cucerirea Eritreei nu putea să înceapă decât după sosirea întăririlor din Egipt. Platt s-a mulțumit până la sosirea întăririlor să hărțuiasă pozițiile italienilor. Sosirea unei divizii australiene în Egipt i-a permis generalului Wavell să permită redistribuirea Diviziei a 4-a de infanterie indiene.
Sosirea diviziei indienen, împreună cu informațiile obținute de serviciile de spionaj britanice, i-au adus un avantaj important generalului Platt. Atacul principal britanic din Eritreea, programat inițial să fie declanșat pe 8 februarie împotriva nodului de cale ferată de la Kassala, a fost devansat pentru 8 ianuarie. Hărțuielile agresive la care fuseseră supuse trupele italiene i-au silit pe aceștia din urmă să se retragă pe 17 ianuarie din Kassala și Tessenei și să se concentreze în triunghiul Keru – Biscia – Aicota, aflat la poalele munților.

#### Înaintarea în Eritreea a forțelor comandate de Platt
Pe 19 ianuarie 1941, cele două divizii comandate de generalul locotenent Platt, diviziile a 4-a de infanterie și a 5-a de infanterie indiană, au intrat în Kassala și s-au îndreptat spre zona puternic fortificată din jurul orașului Agordat. În momentul în care forțele britanice părăseau Kassala, italienii se fortificaseră deja în pozițiile de pe pantele Platoului Erietreean care se aflau pe rutele de a înaintare spre Agordat.
O coloană britanică condusă de generalul maior Beresford-Peirse a izolat brigada colonială a 41-a Arhivat în 18 mai 2013, la Wayback Machine., în timp ce aceasta încă se afla în zonele joase ale platoului. Șapte sute de italieni au fost luați prizonieri mai înainte de a ajunge pe pozițiile fortificate de pe pantele dealurilor.
În timp ce diviziile indiene traversau frontiera eritreeană în vest, „Forța Briggs”, care acționa în mod independent de principala coloană britanică, a înaintat spre est din Sudan și a intrat în Eritreea prin nord, prin dreptul orașului Karora. Forța Briggs era o formațiune militară compusă din patru batalioane: două indiene componente ale Diviziei a 4-a și două batalioane franceze, componente ale Brigade d'Orient, unul senegalez și altul al francezilor liberi.
După cucerirea pozițiilor italiene de lângă Karora, Forța Briggs și-a deschis prin luptă drumul spre pozițiile fortificate de la Keren, după care s-a alăturat forțelor principale ale lui Platt.

#### Agordat
În timpul înaintării dinspre Kassala spre Agordat, Divizia a 4-a indiană a folosit ruta nordică prin Keru, în timp ce Divizia a 5-a indiană a folosit ruta sudică prin Barentu. În timpul celor 9 zile de înaintare, forțele indiene au înaintat aproximativ 160 km și au străpuns apărarea italiană de la poalele dealurilor și au capturat orașul Agordat pe 1 februarie.
Pe 31 ianuarie, garnizoana italiană de la Metemma din nordul Etiopiei, după trei săptămâni de atacuri britanice, dându-și seama că principala amenințare inamică nu venea de pe direcția orașului Gallabat, s-a retras spre Gondar. Această retragere a permis brigăzii a 9-a de infaterie indiană (din cadrul Diviziei a 5-a) să ocupe Metemma. Comandantul brigăzii a trimis mai multe unități de-a lungul drumului de retragere a italienilor pentru a crește pierderile acestora. Au avut loc lupte de hărțuire a italienilor aflați în retragere la 36 și 72 km și est de Metemma. Pentru faptele de arme din timpul acestor lupte, sublocotenentul Premindra Singh Bhagat a fost primul indian decorat cu Crucea Victoria în timpul celui de-al doilea război mondial.

#### Keren

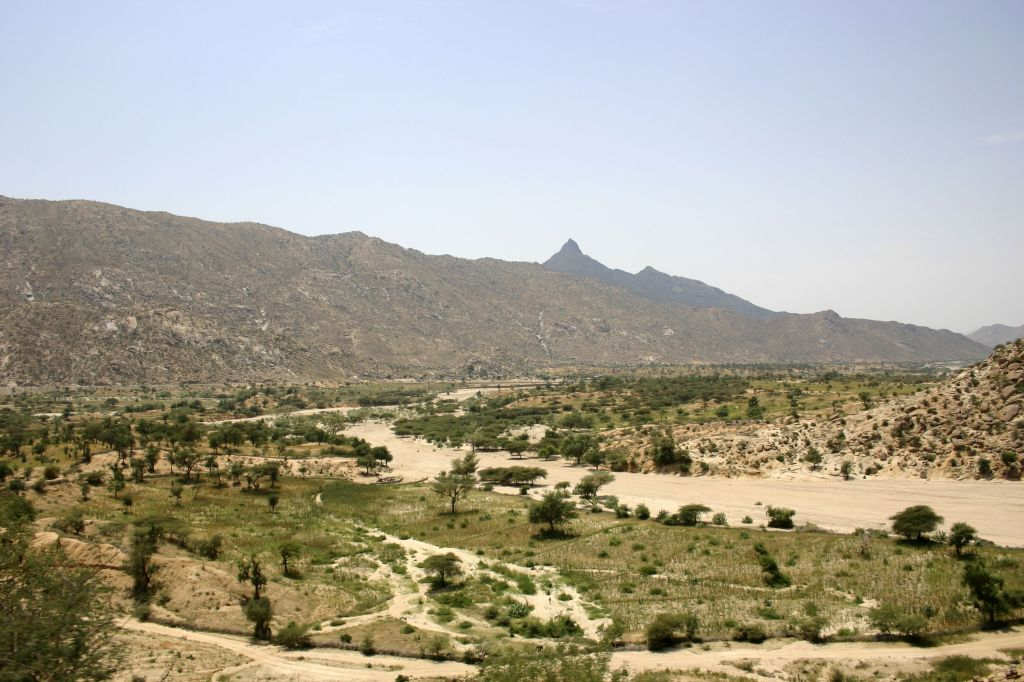
Câmpul de luptă de la Keren

Lupta principală de pe frontul de nord a avut loc la Keren, în Eritreea. În vreme ce generalul Luigi Frusci era comandantul tuturor forțelor din Eritreea, forțele italiene din Karen se aflau sub comanda generalului Nicolangelo Carnimeo. Keren se află la aproximativ 95 km est de Agordat. Pe 5 februarie, a început bătălia de la Keren. Luptele au început cu asaltul unor unități din Divizia a 4-a indiană (Gazelle Force și brigada a 11) asupra pozițiilor italiene din munții care se aflau pe druml spre Keren. În faza inițială a luptelor, pierderile au fost foarte mari în ambele tabere, dar defensiva italiană nu a putut fi străpunsă. Timp de 10 zile, atacatorii au încercat fară succes să depășească defensiva italiană.
Generalul Platt a hotărât ca după seria de atacuri eșuate din primele zile, să-și regrupeze forțele și să le concentreze pentru un nou atac. În cadrul acestei regrupări. Gazelle Force a fost desființată, a fost numit un nou comandant al brigăzii a 9-a indiene și Divizia a 5-a indiană, (care curăța rămășițelor forțelor italiene din regiunea Agordat), a fost deplasată pe frontul de la Keren. Pe 1 martie, la forțele britanice aflate deja în regiune s-au adăugat Briggs Force, care acționase până în acel moment în regiunea nordică. În ciuda faptului că Forței Briggs îi lipseau piesele de artilerie, venirea lor în zona de conflict a fost un ajutor foarte important pentru britanici, care au lansat un nou atac pornind din regiunea de sud-vest. Forța Briggs a reprezentat de asemenea și o amenințare îndreptată în direcția orașului Massawa din răsărit. Această amenințare i-a obligat pe italieni să păstreze un mare număr de luptători blocați în regiunea de litoral.
Pe 14 marite, când britanicii atacau din nou pozițiile inamice, generalul Platt dispunea de aproximativ 13.000 de oameni, în vreme ce italienii primiseră întăriri, iar efectivele lor se ridicau la aproape 23.000 oameni. Odată luptele reluate, ambele tabere au suferit pierderi grele. În cele din urmă, italienii au fost înfrânți la Keren pe 27 martie.
Condițiile propagandei din acele vremuri a făcut ca pesa brianică să prezinte trupele italiene într-un mod aproape comic. În realitate, trupele italiene care au luptat la Keren pot fi comparate cu parașutiștii germani din Italia sau cu soldații japonezi din Burma. Mai mult chiar, forțele coloniale au luptat, cel puțin până când au hotărât să părăsească tabăra italienilor, cu foarte mare hotărâre.

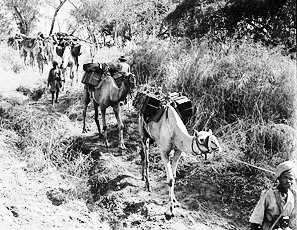
Etiopienii transportând provizii cu ajutorul cămilelor, 22 ianuarie 1944

Pierderile de la Keren au fost ridicate în ambele tabere. Forțele britanice și ale Commonwealthului au pierdut mai mult de 4.000 de oameni, morți, răniți sau dispăruți. Italienii au pierdut cam 3.000 de soldați uciși în luptă, iar alte câteva mii au fost răniți sau s-au îmbolnăvit. Cele mai multe garnizoane italiene au fost obligate să capituleze.
Victoria de la Keren a fost una decisivă din punct al obiectivelor strategice ale forțelor Aliate. (În cinstea acestei victorii, în momentul în care generalul Wavell a fost înnobilat, el a primit titlul de „viconte de Keren și Winchester”). Dacă, la începutul luptelor, britanicii se așteptaseră la o campanie de lungă durată, cucerirea Kerenului a dus aproape imediat la demoralizarea italienilor, care au pierdut controlul asupra orașului Massawa de pe litoral. În acest fel, traficul maritim britanic se putea desfășura fără a mai fi amenințat de italieni, aprovizionarea pe cale apelor a trupelor aliate care luptau pe teatul de război din nordul Africi să se facă fără probleme majore.

#### Asmara
După cucerirea Kerenului, Divizia a 5-a indiană a declanșat o ofensivă pe direcția est în urmărirea trupelor italiene care se retrăgeau spre Asmara, capitala Eritreii, aflată cam la 80 km distanță. Divizia a 4-a indiană a rămas în regiunea Keren pentru eliminarea ultimelor focare italiene de rezistență. După ce și-a încheiat această misiune, Divizia a 4-a s-a reîntors în Egipt.
Forțele italiene în retragere s-au angajat în mici lupte de hărțuire, dar nu au organizat o rezistență puternică. Pe 1 aprilie, capitala Asmara a fost declarată „oraș deschis”. Trei zile mai târziu, după ce s-a reaprovizionat, brigada 101 a diviziei a 5-a indiene s-a îndreptat spre Massawa. Massawa era la 80 km depărtare, pe malul mării. Pe flancul stâng al brigăzii a 101 se afla „Forța Briggs”, care se deplasa pe jos dinspre Keren spre Massava de-a lungul litoralului.

#### Massawa
Contraamiralul Mario Bonetti, unul dintre comandanții flotei italiene a Mării Roșii și comandant al garnizoanei din Massawa, a primit ordin din partea lui Mussolini să aprere orașul cu orice preț. Italienii dispuneau de aproximativ 10.000 de soldați și cam 100 de tancuri și mașini blindate de diferite tipuri pentru apărarea Massawei. Cam 1.000 dintre acești soldați erau vetereani ai luptelor de la Keren sau a altor lupte din această campaniei.
Între 1 și 4 martie, cele câteva submarine rămase la Massawa au scăpat de eventuala distrugere evadând spre sud. Echipajele submarinelor Guglielmotti, Galileo Ferraris, Perla și Archimede au hotărât să spargă blocada aliată, să navigheze pe lângă Capul Bunei Speranțe, să continue drumul prin vestul Africii și să ajungă la Bordeaux, Franța. Pe 29 martie, Perla a fost realimentată de crucișătorul auxiliar Atlantis în Oceanul Indian. Celelalte submarine au fost realimentate de petrolierul german Nordmark în Atlanticul de sud între 16 – 17 aprilie. Toate cele patru submarine au ajuns cu bine la Bordeaux între 7 și 20 mai.
Elementele Diviziei a 5-a indiene venite din Asmara și Forța Briggs s-au apropiat pe direcții convergente de Massawa. După câteva lupte dure de apărare, garnizoana italiană din Massawa, lipsită de combustibil, muniție și hrană, a cedat. Unitățile franceze din Forța Briggs au peluat controlul asupra Montecullo și Fort Umberto pe 7 aprilie și au întrat în Massawwa pe 8 aprilie. Colonelul Monclar din semibrigada a 13-a a Legiunii Franceze a cucerit clădirea amiralității italiene și a acceptat capitularea celor 10.000 de marinari.
Facilitățile portuare erau pentru britanici un obiectiv important, care sperau să folosească șantierul naval pentru repararea numeroaselor nave care așteptau în portul Alexandria. În săptămâna de dinaintea cuceririi portului, instalațiile portuare din Massawa au fost distuse de sabotajele italienilor, bazinul portuar a fost blocat prin scufundarea a două docuri uscate, iar accesul spre port a fost blocat prin sabordarea a 16 vase de mare tonaj și a două macarale plutitoare. Portul a fost de nefolosit timp de 16 luni, timp în care bazinul și instalațiile portuare au fost reparate.
Pe 11 aprilie, generalul maior Lewis Heath a fost promovat în funcția de comandant al Corpului al III-lea indian. Comanda Diviziei a 5-a indiană a fost trecută sub comanda lui Mosley Mayne, care comandase până atunci brigada a 9-a. Bernard Campbell Fletcher, care avusese comanda temporară timp de două luni a Brigăzii a 10-a a fost promovat comandant al Brigăzii a 9-a.
Mai înainte de căderea orașului Massawa, Bonetti a dat ordine celor șase distrugătoare și unei nave torpiloare de sub comanda să iasă în larg și atace rezervoarele petroliere din Port Sudan. Două dintre aceste distrugătoare, Daniele Manin și Nazario Sauro, au fost scufundate de avioanele britanice. Alte două distrugătoare au eșuat lângă Jeddah, Arabia Saudită. Celelalte două distrugătoare au fost scufundate în timpul unor atacuri aeriene mai înainte de a-și atinge obiectivul. Vasul torpilor italian MAS-213 a reușit să avarieze crucișatorul britanic Capetown, după care echipajul și-a sabordat vasul.
Garnizoana italiană din portul Assab, aflat la mică distanță de baza aeriană britanică de la Aden, a mai rezistat câteva săptămâni după căderea Massawei.

### Debarcarea din Somalia Britanică
Pe 16 maritie 1941, a fost lansată Operațiunea Appearance. Două batalioane indiene și un comando somalez au fost debarcate pe ambele flancuri ale orașlui-port Berbera de către mai multe vase ale „Forței D” a Marinei britanice. Două batalioane de indieni sikh au fost primele trupe aliate care au debarcat pe o plajă apărată de forțele Axei în timpul celui de-al doilea război mondial.
Când indieni-sikhs au debarcat, un colonel italian, care suferea de malarie alături de alți 30 dintre soldații săi, a așteptat în fruntea micii garnizoanei (de 60 de oameni) pe plajă să se predea. Britanicii au securizat orașul Berbera. Un ofițer britanic prezent la capitularea italienilor avea să scrie „Războiul poate fi foarte stânjenitor”.
Pe 20 martie, a fost cucerit orașul Hargeisa. Forțele britanice și ale Commonwealthului din Somalia Britanică au petrecut lunile următoare curătând colonia de ultimele resturi ale forțelor italiene. Corpul somalez călare pe cămile a fost reînființat pe la mijlocul lunii aprilie, primind sarcina luptei împotriva resturilor armatei italiene, dar și împotriva bandiților locali.
Din Somalia Britanică, forțele britanice și ale Commonwealthului au înaintat spre estul Etiopiei. La sfârșitul lunii martie, aceste forțe au făcut joncțiunea forțele înaintând din zona Harar – Diredawa din Etiopia. Joncțiunea a făcut ca forțele lui Cunningham să fie reaprovizionate mult mai eficient prin portul Berbera în timpul înaintării în Etiopia. 
Mai mulți italieni aflați sub comanda colonelului Di Marco, au declanșat un război de gherilă în regiunea Ogaden, regiune în care au rezista până la sfârșitul verii 1942.

### Campania din Somalia Italiană și Etiopia de sud
Forțele lui Cunningham din partea de sud a frontului includeau Divizia I sud-africană, Diviziile a 11-a a 12-a africană (ultimele două erau compuse din soldați est-africani, sud-africani, nigerieni și ghanezi, puși sub comanda unor ofițeri britanici). Divizia sud-africană era condusă de generalul maior George Brink, divizia a 11-a de către generalul maior Harry Edward de Robillard Wetherall, iar cea de-a 12-a de generalul maior Alfred Reade Godwin-Austen.
În ianuarie 1941, Cunningham a hotărât să lanseze primele sale atacuri peste granița kenyană în zona de sud a Etiopiei. El spera ca, în urma acestor atacuri, să determine populația locală să se ridice la luptă împotriva ocupanților italieni. Cunningham a timis Divizia I sud-africană și o brigadă independentă africană în provincia Galla-Sidamo. Între 16 și 18 ianuarie 1941, trupele brianice au cucerit El Yibo, iar pe 19 ianuarie Jumbo. Între 24 și 25 ianuarie, trupele lui Cunningham au înaintat prin luptă pe drumul Turbi. Așteptările comandantului britanic, care sperase ca etiopienii să se răzvrătească împotriva italienilor, au fost înșelate.
Cunningham și-a păstrat forțele în sudul Etiopiei, dar, la jumatatea lui februarie, înaintarea acestora a fost oprită. Pe 1 februari britanicii au cucerit Gorai și El Gumu, pe 2 februarie Hobok, iar pe 8 – 9 februarie, Banno. Între 15 – 18 februarie, britanicii au cucerit Mega, iar pe 18 februarie orașul kenyan Moyale.
Pe 24 februarie, forțele principale ale lui Cunningham au invadat Somalia Italiană, atacând din Kenya. Pe la începutul lunii ianuarie, italienii ajunseseră la concluzia că regiunile joase ale Somaliei nu pot fi apărate. Cea mai mare parte a forțelor italiene fuseseră deja retrase în regiunile muntoase ale Etiopiei. Britanicii au întâmpinat ceva rezistență la est de râul Juba.
Pe 14 februarie, britanicii au cucerit primul obiectiv, orașul Kismayu, aflat la vărsarea râului Juba în Oceanul Indian.

#### Mogadishu
Pe 25 februarie 1941, brigadă motorizată nigeriană din cadrul diviziei a 11-a africană a înaintat de-a lungul litoralului și a ocupat Mogadishu, capitală Somaliei Italiene. Între timp, divizia a 12-a africană a forțat râul Juba spre orașul etiopiann Dolo. Pe 1 ianuarie, divizia a 11-a africană a început să declanșeze lupte cu trupele italiene în retragere spre nord. Divizia i-a urmărit pe italieni spre Platoul Ogaden. Divizia africană a reușit să străbată tot „Drumul Imperial” (Strada Imperiale) de la Mogadishu la Jijiga în estul Etiopiei.
La începutul lunii martie, forțele lui Cunningham au cucerit cea mai mare parte a Somaliei Italiene și au început să înainteze spre Etiopia și obiectivul final, Addis Ababa. Pe 26 martie, britanicii au cucerit orașul Harar. , iar pe 29 martie orașul Dire Dawa. În acest moment s-a făcut joncțiunea dintre coloanele britanice care înaintau din Somalia Italiană și cele care înaintau din Somalia Britanică. În acel moment, aprovizionarea trupelor lui Cunningham a devenit foarte bună, prin scurtarea rutelor de transport.

#### Eliberarea capitalei etiopiene, Addis Ababa
Pe 6 aprilie 1941, forțele lui Cunnigham au eliberat orașul Addis Ababa. În numai 53 de zile, britanicii înaintaseră peste 280 km, din Kenya până în capitala etiopiană. Poliția Africii Italiene (Polizia dell'Africa Italiana ) a rămas în oraș pentru păstrarea ordinei.
Împăratul Haile Selassie și-a făcut intrarea oficială în oraș pe 5 mai 1941, la exact cinci ani după ce fusese forțat să fugă în străinătate, la sfârșitul celui de-al doilea război italo-abisinian. De atunci, ziua de 5 mai este sărbătorită în Etiopia ca „Ziua Eliberării”.
Pe 13 aprilie, Cunningham a trimis pe generalul Dan Pienaar și o brigadă sud-africană și milițiile etiopiene să continue înaintarea spre nord, pentru a face joncțiunea cu forțele lui Platt, care se deplasu spre sud.
Pe 20 aprilie, după o luptă scurtă, oamenii lui Pienaar au cucerit orașul Dessie, de pe drumul principal care lega Addis Ababa de Asmara. Coloana comandată de Pienaar a făcut joncțiunea cu forțele lui Platt la aproximativ 320 km de munții Amba Alagi.

### Amba Alagi
Planul strategic al lui Wavell a fost ca Platt să înainteze spre sud din Sudan spre Addis Ababa, iar el să facă joncțiunea cu Cunningham, care înainta spre nord din Kenya. Înaintarea lui Platt trebuia să treacă de un obstacol important, muntele Amba Alagi, aflat între Asmara și Addis Ababa. Amba Alagi era un lanț muntos cu înălțimi de peste 3.600 m.
Italienii au luat hotărârea să se apere în regiunea din imediata vecinătate a lanțului muntos Amba Alagi. Ei au săpat galerii în roca dură pentru a se apăra eficient și s-au aprovizionat cu muniție și alte materiale militare. Sub conducerea lui Amedeo, ducele de Aosta, italienii considerau că fortificațiile din regiunile muntoase împădurite sunt inexpuganbile.
Platt i-a dat proaspăt înaintatului în grad general maior Mosley Mayne și indienilor din divizia a 5-a de infanterie sarcina de cucerire a munților Amba Alagi. Mayne a fost capabil să mobilizeze pentru atac doar brigada a 29-a de infanterie indiană. Forțele atacatoare erau inferioare italienilor aflați în defensivă. Desemnarea pentru atac doar a unei brigăzi a fost datorată dorinței britanicilor de a-și apăra în mod eficient liniile de comunicație. 
Pe 3 mai 1941, Mayne a declanșat un atac de diversiune dinspre est, iar în primele ore ale zilei de 4 mai a declanșat atacul principal dinspre nord-vest. Dealurile atacate au fost puternic apărate de italieni. Pe 11 mai, forțele lui Mayne au fost suplimentate cu o nouă brigadă, care a venit din sud. Pe 14 mai, forțele italiene de la Amba Alagi au fost încercuite în totalitae. Odată cu sosirea ajutoarelor, efectivele britanice ajunseseră la 9.000 de soldați ai armatei regulate și peste 20.000 de milițieni etiopieni, față de cei doar 7.000 de italieni.
Atacul final a fost planificat pentru 15 mai. Un proiectil britanic de artilerie a lovit din întâmplare un depozit de combustibil și a distrus un rezervor conținând petrol. Petrolul a inundat rezervele de apă potabilă ale italienilor. Lipsa de apă de băut i-a forțat pe italieni să capituleze.
Pe 18 mai, Amedeo de Savoia-Aosta, comandantul italienilor, a aceptat să capituleze împreună cu militarii de sub comanda lui. În vreme ce Amedeo capitula în Africa de est, fratele lui, ducele de Spoleto, a fost încoronat rege al Croației după invadarea și înfrângera Iugoslaviei 
Ducele de Aosta a fost bolnav în ultimele luni de luptă, suferind de un atac sever de malarie. De altfel, ducele a murit câteva luni mai târziu de TBC și malarie..

### Ultima rezistență italiană
În ciuda capitulării ducelui de Aosta la Amba Alagi (18 mai 1941), italienii au continuat să lupte. Portul Assab și orașele întărite Gondar și Jimma au rămas sub controlul italienilor. La Gondar și Jimma se aflau aproximativ 40.000 de soldați.

#### Operațiunea Chronometer
Pe 10 iunie, a fost declanșată Operațiunea Chronometer. Un batalion indian a debarcat la Assab, ultimul port de la Marea Roșie aflat încă sub controlul italienilor. Până pe 13 iunie, portul a fost cucerit de indieni. Pe 13 iunie, la două zile după cucerirea portului Assab, trawelurul indian "Parvati" a fost ultimul vas căzut victimă în Marea Roșie, fiind lovit de o mină magnetică care plutea în derivă în largul portului.

#### Jimma
O forță italiană aflată sub comanda generalului Pietro Gazzera, guvernatorul proviciei Galla-Sidama și vicerege și guvernator interimar al Africii Răsăritene Italiene, a continuat să reziste la Jimma în sud-vestul Etiopiei. Gazzera l-a înlocuit pe ducele de Aosta în funcția de vicerege și guvernator-general al Africii Răsăritene Italiene.
Până în cele din urmă, mai înainte chiar ca Cunningham să îl atace, Gazzera a trebuit să facă față activității crescânde a milițiilor patrioților etiopieni (arbegnoch). Mai multe unități italiene au început să se destrame. Trupele coloniale înregistrau o rată ridicată a dezertărilor. Pe 21 iunie 1941, Gazzera a abandonat Jimma. Aproximativ 15.000 dintre soldații trupelor coloniale au rămas în regiune și s-au predat. Pe 3 iulie, generalul Gazzera și cei 7.000 de oameni care se mai aflau sub comanda lui au capitulat în fața generalului belgian Auguste-Éduard Gilliaert.
Pe 28 septembrie, garnizoana de 3.000 oameni din Pasul Wolchefit a capitulat în fața „pușcașilor regali africani”.

#### Gondar
Forțele de la Gondar, aflate sub comanda generalului Guilermo Nasi, guvernatorul interimar de la Amhara, au rezistat pentru aproape șapte luni. Gondar era capitala proviciei Begemder din nord-vestul Etiopiei. După ce generalul Gazzera s-a predat, Nasi a devenit noul vicerege și guvernator general interimar al Africii Răsăritene Italiene. Dar, la fel precum Gazzera, și generalul Nasi a trebuit să facă față nu doar atacurilor trupeleor regulate, (aflate sub comanda lui Platt), dar și forțelor neregulate patriotice etiopiene.
În timp ce Forțele Aeriene Regale Italiene (Regia Aeronautica) fuseseră măcinate de un lung război de uzură, piloții italieni au încercat să reziste până la sfârșit. Pe 24 octombrie 1941, a fost doborât ultimul avion italian de pe frontul din Africa răsăriteană.
Pe 27 noiembrie 1941, generalul Nasi și cei 23.500 de oameni pe care îi mai avea sub comandă au capitulat la Gondar în fața forțelor britanice, etiopiene și ale Commonwealthului. Italienii au primit onoruri militare complete.

## Urmări
După ce Marea Roșie și Golful Aden au încetat să se mai afle sub amenințarea forțelor Axei, președintele american Franklin Delano Roosevelt a putut declara că aceste regiuni numai sunt zone de luptă. Ca urmare, vasele comerciale din SUA au început să circule prin Canalul Suez. Acest fapt a schimbat în mod hotărâtor fluxul de provizii care se îndrepta spre Regatul Unit.

#### Etiopia
Etiopia a fost administrat de Regatul Unit ca teritoriu sub mandatul Națiunilor Unite până în 1944. În ianuarie 1942, după capitularea oficială a forțelor italiene, britanicii, după presiuni importante din partea americanilor, au semant un acord cu împăratul Haile Selassie I prin care recunoștea suveranitatea Etiopiei. Selassie l-a numit pe Makonnen Endelkachew în funcția de prim-ministru. Împăratul Selassie a domnit până în 1974.

#### Eritreea
Colonia italiană Eritreea a rămas sub administrația britanică până la sfârșitul celui de-al doilea război mondial. În 1950, Eritreea a devenit parte a Etiopiei. Unirea celor două țări a declanșat războiul de independență al Eritreii. Eritreea și-a câștigat independența „de facto” în 1991, și „de jure” în 1993.

#### Somalia
Somalia Italiană a fost trecută sub administrația militară britanică pentru restul războiului. În 1948 s-a hotărât ca regiunea de graniță Ogaden să fie transmisă Etiopiei. În 1949, ONU a hotărât ca italienii să fie împuterniciți să administreze Somalia pentru o perioadă de zece ani. În 1960, teritoriul care fusese odată Somalia Italiană a devenit independent, s-a unit cu fosta Somalie Britanică pentru a crea statul independent din ziua de azi, Republica Somalia.

#### Somalia Franceză
După ce forțele britanice și ale Commonwealthului au ocupat Africa Răsăriteană Italiană, forțele regimului de la Vichy din Somalia Franceză au fost izolate. Royal Navy nu a blocat vaselor vichyste să continue să aprovizioneze garnizoana din Djibouti, ceea ce a păstrat regiunea sub ascultarea regimului de la Vichy. În același timp, britanicii au blocat încercările garnizoanei izolate să alăture forțelor lui Charles de Gaulle (Forțele Franceze Libere), spre consternarea acestuia din urmă. Regimul de la Vichy a continuat să exercite controlul aspra coloniei pentru încă aproape un an după capitularea italienilor. În decembrie 1942, după o blocadă britanică de 101 zile, Somalia Franceză a fost ocupată. Forțele Franceze Libere și Aliații au ocupat colonia.
Un batalion local din Somalia Franceză a participat la luptele pentru eliberarea Franței din 1944.

#### Acțiunile italiene de gherilă, 1941-1943
Între noiembrie 1941 și septembrie 1943, diferite unități italiene disparate (aproximativ 7.000 de oameni în total) au declanșat lupte de gherilă din deșerturile Eritreei și Somaliei până în pădurile din munții Etiopiei.
Printre conducătorii italieni care au desfășurat lupte de gherilă au fost de exemplu maiorul Amedeo Guillet, căpitanul Francesco De Martini (în Eritreea), colonelul Calderari în vestul Etiopiei și Somaliei, colonelul Di Marco în Ogaden (Somalia Britanică), centurionul cămășilor negre De Varda în Somalia și Etiopia și maiorul Lucchetti în Etiopia.
În rândurile gherilelor italiene au luptat și civili. În august 1942, doctorul Rosa Dainelli a reușit să arunce în aer cel mai important depozit britanic de muniție din Addis Ababa.
Luptele din Africa răsăriteană au încetat în mod oficial pe 9 septembrie 1943, ziua în care guvernul italian a semnat armistițiul cu Aliații, dar, chiar și după această dată, diferiți soldați italieni, care nu erau la curent cu încetarea ostilităților, au continuat luptele de gherilă până în octombrie 1943.